# داودي سباهي دادغر
داودي سباهي دادغر (بالفارسية: داودی سپاهی دادگر) هي قرية تقع في قسم باغلي ماراما الريفي في إيران. يقدر عدد سكانها بـ 245 نسمة بحسب إحصاء 2016.